# Morze Alborańskie
Morze Alborańskie – akwen w zachodniej części Morza Śródziemnego, oddzielający północne wybrzeże Afryki od południowego wybrzeża Półwyspu Iberyjskiego. Poprzez Cieśninę Gibraltarską łączy wody Morza Śródziemnego z wodami Oceanu Atlantyckiego.
Jego średnia głębokość wynosi 445 m, a maksymalna 1.500 m. Dzieli się na kilka basenów oddzielonych progami (Basen Zachodni, wschodni i Południowy).